# Rio Chiluango
O Chiluango (em francês é conhecido por Louango ou Shiloango) é um rio do Congo-Brazavile, do Congo-Quinxassa e de Angola, sendo o principal curso de água da província de Cabinda.
Com uma bacia hidrográfica que se estende por 5.170 km², o Chiluango nasce no Congo-Brazavile, servindo de fronteira entre este e o Congo-Quinxassa e entre esta e Angola – província de Cabinda –, acabando por penetrar nesta província.
O Chiluango é navegável por cerca de 160 km, desde a sua foz no município do Cacongo, até à sua confluência com o rio Luáli, à entrada da floresta do Maiombe.
Junto à sua foz, o Chiluango forma uma grande zona pantanosa, com destaque para a planície pantanosa de Lândana, que sofre interferências das marés. O rio teve uma grande importância no desenvolvimento do interior, relacionado com transporte de mercadorias e pessoas, antes da construção da rede de estradas.
O rio chama-se Louango no Congo-Brazavile e Shiloango no Congo-Quinxassa.